# Сельское поселение «Село Некрасово»
Сельское поселение «Село Некрасово» — муниципальное образование в составе Тарусского района Калужской области России.
Центр — село Некрасово.

## Состав
В поселение входят 8 населённых мест:
- село Некрасово
- деревня Андреевское
- деревня Безобразово
- деревня Исканское
- деревня Лаговщина
- деревня Льгово
- деревня Селиверстово
- деревня Угличи

## Население
| 2010 | 2012 | 2013 | 2014 | 2015 | 2016 | 2017 |
| ---- | ---- | ---- | ---- | ---- | ---- | ---- |
| 325  | ↗366 | ↗368 | ↘351 | ↗353 | ↗360 | ↗365 |
| 2018 | 2019 | 2020 | 2021 |      |      |      |
| ↗385 | ↗405 | ↗422 | ↗427 |      |      |      |

Население сельского поселения составляет 325 человек .